# NGC 2814
NGC 2814 é uma galáxia espiral (Sb) localizada na direcção da constelação de Ursa Major. Possui uma declinação de +64° 15' 07" e uma ascensão recta de 9 horas, 21 minutos e 11,5 segundos.
A galáxia NGC 2814 foi descoberta em 3 de Abril de 1791 por William Herschel.